# Collesalvetti
Collesalvetti är en ort och kommun i provinsen Livorno i regionen Toscana i Italien. Kommunen hade 16 762 invånare (2018).